# كيستوتيس ماركيوليونيس
كيستوتيس ماركيوليونيس (باليتوانية:Kęstutis Marčiulionis) هو لاعب كرة سلة ليتواني. مثّل منتخب بلاده. شارك في مسابقة كرة السلة في الألعاب الأولمبية الصيفية.

## فرق لعب لها
- زالغيريس لكرة السلة
- ليتوفوس رايتس

## الميداليات
| الميدالية | المسابقة                       |
| --------- | ------------------------------ |
| برونزية   | الألعاب الأولمبية الصيفية 2000 |

## روابط خارجية
- كيستوتيس ماركيوليونيس على موقع الاتحاد الدولي لكرة السلة (الإنجليزية)
- كيستوتيس ماركيوليونيس على موقع كرة السلة الأوروبية.كوم (الإنجليزية)
- كيستوتيس ماركيوليونيس على موقع كلية كرة السلة في سبورتس رفرنس.كوم (الإنجليزية)
- كيستوتيس ماركيوليونيس على موقع ريلجم (الإنجليزية)
- كيستوتيس ماركيوليونيس على موقع بروبوليرز (الإنجليزية)
- كيستوتيس ماركيوليونيس على موقع سبورتس رفرنس (الإنجليزية)
- كيستوتيس ماركيوليونيس على موقع أوليمبيديا (الإنجليزية)